# Praia do Saquinho
Praia do Saquinho is een strand in het zuiden van het eiland Santa Catarina. Het is gelegen in de gemeente Florianópolis in het zuiden van Brazilië. Het is te bereiken na 20 minuten lopen vanaf het strand Praia da Solidão.